# پاسوچوآ
پاسوچوآ (به اسپانیایی: Pasochoa) یک کوه در اکوادور است که در اکوادور واقع شده‌است. پاسوچوآ ۴٬۲۰۰ متر بالاتر از سطح دریا واقع شده‌است.